# 厄斯 (德克薩斯州)
厄斯（英語：Earth）為位在美國西德克薩斯州蘭姆縣的城市。2010年美國人口普查統計該城市人口有1,065人。

## 歷史
厄斯於1924年由威廉·E·海塞爾（William E. Halsell）設立。起初海塞爾將此城市命名為費爾勞恩（Fairlawn），但據悉在德州已有費爾勞恩這個地名，於是在1925年更名為厄斯。為了新地名，市民亦提供建議，並且於商定中選出最佳地名。厄斯這個地名由該城市酒店擁有者奧拉·休姆·里夫斯（Ora Hume Reeves）提供。而里夫斯的女婿弗蘭克·衛斯理·海厄特（Frank Wesley Hyatt）為厄斯第一任郵政局長。

## 地理
厄斯坐落在埃斯塔卡多平原上，座標位在北緯34度13分59秒、西經102度24分39秒處。
根據美国人口调查局的資料，此城市區域面積為3.1平方（1.2平方英里）。

## 人口統計
| 调查年                | 人口  | 备注  | %±     |
| --------------------- | ----- | ----- | ------ |
| 1950                  | 539   |       | —      |
| 1960                  | 1,104 |       | 104.8% |
| 1970                  | 1,152 |       | 4.3%   |
| 1980                  | 1,512 |       | 31.3%  |
| 1990                  | 1,228 |       | −18.8% |
| 2000                  | 1,109 |       | −9.7%  |
| 2010                  | 1,065 |       | −4.0%  |
| 2014年估计            | 1,029 | [ 6 ] | −3.4%  |
| U.S. Decennial Census |       |       |        |

2000年的人口普查中，該城市人口有1,109人，戶數395戶，293個家庭。人口密度為356.8人/平方公里（926.2人/平方英里）。該城市有458棟住宅，平均每平方公里有147.4棟住宅。種族方面，73.13%為白人；2.89%為非裔美國人；0.81%為美洲原住民；22.09%為其他種族；1.08%為兩個或以上的種族。而西班牙裔美國人或拉丁美洲人佔該城市人口的52.93%。
該城市的戶籍數有395戶。其中擁有18歲以下孩童的住戶佔38.5%；已婚夫婦且同居的住戶佔59.7%，無婚姻女性住戶佔10.9%；非家庭住戶佔25.8%。平均住戶人數為2.81人，平均家庭人數則是3.33人。
該城市年齡層組成方面，18歲以下的居民佔31.0%；18歲至24歲的居民佔9.3%；25歲至44歲的居民佔23.5%；45歲至64歲的居民佔21.6%；65歲以上的居民則佔14.5%。該城市居民有46.9%為男性，53.1%為女性。該城市年齡中位數為34歲。性別比方面，每100位女性所對應的男性數目為89.9位，如只計算18歲或以上的居民，則是每100位女性所對應的男性數目為92.2位。
該城市每戶平均收入為25,595美元，每個家庭平均收入為29,688美元。男性平均收入27,396美元；女性平均收入15,938美元。該城市人均收入為12,191美元。該城市約有20.0%的家庭、27.3%的人口低於貧窮門檻，其中未滿18歲者佔36.5%，65歲以上者佔20.8%。

## 教育
厄斯的學區屬於斯普林萊克-厄斯獨立學區，境內設有斯普林萊克-厄斯中學。

## 外部連結
- Handbook of Texas: Earth, TX （页面存档备份，存于）
- Photos of the Llano Estacado（页面存档备份，存于）